# 1. Fußball-Club Köln 01/07 2014-2015
Questa voce raccoglie le informazioni riguardanti l'1. Fußball-Club Köln 01/07 nelle competizioni ufficiali della stagione 2014-2015.

## Stagione
Nella stagione 2014-2015 il Colonia, allenato da Peter Stöger, concluse il campionato di Bundesliga al 12º posto. In coppa di Germania il Colonia fu eliminato agli ottavi di finale dal Friburgo.

## Rosa
| N. |                     | Ruolo | Calciatore             |
| -- | ------------------- | ----- | ---------------------- |
| 1  | Germania (bandiera) | P     | Timo Horn              |
| 2  | Slovenia (bandiera) | D     | Mišo Brečko (Capitano) |
| 5  | Slovenia (bandiera) | D     | Dominic Maroh          |
| 6  | Germania (bandiera) | C     | Kevin Vogt             |
| 7  | Germania (bandiera) | C     | Marcel Risse           |
| 8  | Polonia (bandiera)  | C     | Adam Matuszczyk        |
| 9  | Nigeria (bandiera)  | A     | Anthony Ujah           |
| 10 | Germania (bandiera) | A     | Patrick Helmes         |
| 11 | Germania (bandiera) | A     | Thomas Bröker          |
| 13 | Giappone (bandiera) | A     | Yūya Ōsako             |
| 14 | Germania (bandiera) | C     | Jonas Hector           |
| 16 | Polonia (bandiera)  | D     | Paweł Olkowski         |
| 17 | Polonia (bandiera)  | C     | Sławomir Peszko        |

| N. |                       | Ruolo | Calciatore                                    |
| -- | --------------------- | ----- | --------------------------------------------- |
| 18 | Germania (bandiera)   | P     | Thomas Kessler                                |
| 19 | Albania (bandiera)    | D     | Mërgim Mavraj                                 |
| 22 | Germania (bandiera)   | C     | Daniel Halfar                                 |
| 23 | Germania (bandiera)   | A     | Simon Zoller                                  |
| 25 | Giappone (bandiera)   | C     | Kazuki Nagasawa                               |
| 26 | Norvegia (bandiera)   | C     | Bård Finne                                    |
| 29 | Slovacchia (bandiera) | C     | Dušan Švento                                  |
| 31 | Germania (bandiera)   | C     | Yannick Gerhardt                              |
| 33 | Germania (bandiera)   | C     | Matthias Lehmann                              |
| 37 | Germania (bandiera)   | P     | Daniel Mesenhöler                             |
|    | Brasile (bandiera)    | A     | Deyverson                                     |
|    | Germania (bandiera)   | D     | Dominique Heintz (in rosa dal 1º luglio 2015) |

- Peter Stöger - Allenatore
- Manfred Schmid - Vice Allenatore
- Markus Daun - Allenatore Primavera
- Herbert Zimmermann - Capo osservatori
- Alexander Bade - Preparatore dei portieri
- Yann-Benjamin Kugel - Preparatore atletico
- Tobias Kaufmann - Direttore Area Medica
- Klaus Maierstein - Massaggiatore
- Michael Schuhmacher - Fisioterapista

## Risultati

### Bundesliga

#### Girone di andata
| Colonia 23 agosto 2014, ore 15:30 CEST 1ª giornata | Colonia | 0 – 0 referto | Amburgo | RheinEnergieStadion (50 000 spett.)\| Arbitro: \| Stark \| |
| Arbitro:                                           | Stark   |               |         |                                                            |

| Arbitro: | Brych |

|  |           |                    |
|  | Marcatori | 22’ Ōsako 33’ Ujah |

| Paderborn 13 settembre 2014, ore 15:30 CEST 3ª giornata | Paderborn | 0 – 0 referto | Colonia | Benteler-Arena (14 993 spett.)\| Arbitro: \| Gagelmann \| |
| Arbitro:                                                | Gagelmann |               |         |                                                           |

| Colonia 21 settembre 2014, ore 17:30 CEST 4ª giornata | Colonia | 0 – 0 referto | Borussia M'gladbach | RheinEnergieStadion (50 000 spett.)\| Arbitro: \| Zwayer \| |
| Arbitro:                                              | Zwayer  |               |                     |                                                             |

| Arbitro: | Stieler |

|           |           |  |
| Joselu 5’ | Marcatori |  |

| Arbitro: | Kircher |

|  |           |                             |
|  | Marcatori | 19’ Götze 66’ (aut.) Halfar |

| Arbitro: | Stark |

|                                  |           |                      |
| Meier 44’, 54’ Wimmer 79’ (aut.) | Marcatori | 15’ Risse 65’ Hector |

| Arbitro: | Fritz |

|                     |           |              |
| Vogt 40’ Zoller 74’ | Marcatori | 48’ Immobile |

| Arbitro: | Brych |

|  |           |          |
|  | Marcatori | 59’ Ujah |

| Arbitro: | Gagelmann |

|  |           |                   |
|  | Marcatori | 50’ (rig.) Darida |

| Arbitro: | Perl |

|                            |           |                                       |
| Szalai 2’ Firmino 39’, 45’ | Marcatori | 5’, 83’ Olkowski 12’ Lehmann 35’ Ujah |

| Arbitro: | Stieler |

|          |           |                        |
| Ujah 58’ | Marcatori | 28’ Beerens 86’ Ndjeng |

| Arbitro: | Kinhöfer |

|                                                  |           |                   |
| Bellarabi 26’, 90’ Çalhanoğlu 61’ Drmić 79’, 88’ | Marcatori | 4’ (rig.) Lehmann |

| Arbitro: | Welz |

|          |           |                        |
| Ujah 13’ | Marcatori | 53’ Đurđić 90’ Esswein |

| Arbitro: | Brych |

|          |           |                             |
| Sané 85’ | Marcatori | 46’ Ujah 67’ (rig.) Lehmann |

| Colonia 16 dicembre 2014, ore 20:00 CET 16ª giornata | Colonia | 0 – 0 referto | Magonza | RheinEnergieStadion (42 900 spett.)\| Arbitro: \| Meyer \| |
| Arbitro:                                             | Meyer   |               |         |                                                            |

| Arbitro: | Gagelmann |

|                    |           |           |
| Dost 16’ Naldo 78’ | Marcatori | 11’ Maroh |

#### Girone di ritorno
| Arbitro: | Stark |

|  |           |                |
|  | Marcatori | 62’, 78’ Risse |

| Colonia 4 febbraio 2015, ore 20:00 CET 19ª giornata | Colonia | 0 – 0 referto | Stoccarda | RheinEnergieStadion (48 400 spett.)\| Arbitro: \| Stieler \| |
| Arbitro:                                            | Stieler |               |           |                                                              |

| Colonia 7 febbraio 2015, ore 15:30 CET 20ª giornata | Colonia | 0 – 0 referto | Paderborn | RheinEnergieStadion (49 500 spett.)\| Arbitro: \| Dingert \| |
| Arbitro:                                            | Dingert |               |           |                                                              |

| Arbitro: | Aytekin |

|           |           |  |
| Xhaka 90’ | Marcatori |  |

| Arbitro: | Perl |

|          |           |           |
| Ujah 17’ | Marcatori | 5’ Joselu |

| Arbitro: | Siebert |

|                                                         |           |          |
| Schweinsteiger 3’ Ribéry 10’ Robben 67’ Lewandowski 75’ | Marcatori | 45’ Ujah |

| Arbitro: | Kircher |

|                                            |           |                       |
| Deyverson 28’ Risse 72’ Ōsako 79’ Ujah 81’ | Marcatori | 58’, 90’ (rig.) Meier |

| Dortmund 14 marzo 2015, ore 18:30 CET 25ª giornata | Borussia Dortmund | 0 – 0 referto | Colonia | Signal Iduna Park (80 667 spett.)\| Arbitro: \| Schmidt \| |
| Arbitro:                                           | Schmidt           |               |         |                                                            |

| Arbitro: | Hartmann |

|                    |           |           |
| Lehmann 88’ (rig.) | Marcatori | 27’ Selke |

| Arbitro: | Dankert |

|            |           |  |
| Frantz 37’ | Marcatori |  |

| Arbitro: | Sippel |

|                                        |           |                                 |
| Lehmann 20’ (rig.) Ujah 54’ Hector 78’ | Marcatori | 70’ (rig.) Polanski 88’ Modeste |

| Berlino 18 aprile 2015, ore 15:30 CEST 29ª giornata | Hertha Berlino | 0 – 0 referto | Colonia | Olympiastadion (51 203 spett.)\| Arbitro: \| Kircher \| |
| Arbitro:                                            | Kircher        |               |         |                                                         |

| Arbitro: | Aytekin |

|           |           |            |
| Finne 83’ | Marcatori | 60’ Brandt |

| Augusta 2 maggio 2015, ore 15:30 CEST 31ª giornata | Augusta | 0 – 0 referto | Colonia | SGL Arena (29 158 spett.)\| Arbitro: \| Fritz \| |
| Arbitro:                                           | Fritz   |               |         |                                                  |

| Arbitro: | Stark |

|                        |           |  |
| Risse 34’ Gerhardt 89’ | Marcatori |  |

| Arbitro: | Perl |

|                   |           |  |
| Koo 47’ Jairo 83’ | Marcatori |  |

| Arbitro: | Gagelmann |

|                            |           |                        |
| Ōsako 3’ Knoche 61’ (aut.) | Marcatori | 8’ Gustavo 15’ Perišić |

### Coppa di Germania
| Arbitro: | Bandurski |

|  |           |                                      |
|  | Marcatori | 46’, 52’ Ujah 63’ Lehmann 87’ Zoller |

| Arbitro: | Sippel |

|                        |                      |                                |
| Grote Janjić Feltscher | Tiri di rigore 1 – 4 | Lehmann Vogt Wimmer Matuszczyk |

| Arbitro: | Gräfe |

|                            |           |               |
| Ujah 17’ (aut.) Darida 18’ | Marcatori | 89’ Deyverson |

## Statistiche

### Statistiche di squadra
| Competizione      | Punti | In casa | In casa | In casa | In casa | In casa | In casa | In trasferta | In trasferta | In trasferta | In trasferta | In trasferta | In trasferta | Totale | Totale | Totale | Totale | Totale | Totale | DR |
| Competizione      | Punti | G       | V       | N       | P       | Gf      | Gs      | G            | V            | N            | P            | Gf           | Gs           | G      | V      | N      | P      | Gf     | Gs     | DR |
| ----------------- | ----- | ------- | ------- | ------- | ------- | ------- | ------- | ------------ | ------------ | ------------ | ------------ | ------------ | ------------ | ------ | ------ | ------ | ------ | ------ | ------ | -- |
| Bundesliga        | 40    | 17      | 4       | 9       | 4       | 18      | 17      | 17           | 5            | 4            | 8            | 16           | 23           | 34     | 9      | 13     | 12     | 34     | 40     | -6 |
| Coppa di Germania | -     | 0       | 0       | 0       | 0       | 0       | 0       | 3            | 1            | 1            | 1            | 5            | 2            | 3      | 1      | 1      | 1      | 5      | 2      | +3 |
| Totale            | -     | 17      | 4       | 9       | 4       | 18      | 17      | 20           | 6            | 5            | 9            | 21           | 25           | 37     | 10     | 14     | 13     | 39     | 42     | -3 |

### Andamento in campionato
| Giornata  | 1  | 2 | 3 | 4 | 5 | 6  | 7  | 8  | 9  | 10 | 11 | 12 | 13 | 14 | 15 | 16 | 17 | 18 | 19 | 20 | 21 | 22 | 23 | 24 | 25 | 26 | 27 | 28 | 29 | 30 | 31 | 32 | 33 | 34 |
| --------- | -- | - | - | - | - | -- | -- | -- | -- | -- | -- | -- | -- | -- | -- | -- | -- | -- | -- | -- | -- | -- | -- | -- | -- | -- | -- | -- | -- | -- | -- | -- | -- | -- |
| Luogo     | C  | T | T | C | T | C  | T  | C  | T  | C  | T  | C  | T  | C  | T  | C  | T  | T  | C  | C  | T  | C  | T  | C  | T  | C  | T  | C  | T  | C  | T  | C  | T  | C  |
| Risultato | N  | V | N | N | P | P  | P  | V  | V  | P  | V  | P  | P  | P  | V  | N  | P  | V  | N  | N  | P  | N  | P  | V  | N  | N  | P  | V  | N  | N  | N  | V  | P  | N  |
| Posizione | 12 | 4 | 9 | 8 | 9 | 13 | 14 | 11 | 10 | 11 | 10 | 11 | 12 | 12 | 11 | 10 | 11 | 10 | 10 | 11 | 11 | 13 | 13 | 11 | 12 | 12 | 13 | 11 | 12 | 12 | 11 | 10 | 12 | 12 |

Legenda:

Luogo: C = Casa; T = Trasferta. Risultato: V = Vittoria; N = Pareggio; P = Sconfitta.

### Statistiche dei giocatori
| Giocatore     | Bundesliga | Bundesliga | Bundesliga  | Bundesliga | Coppa di Germania | Coppa di Germania | Coppa di Germania | Coppa di Germania | Totale   | Totale | Totale      | Totale     |
| Giocatore     | Presenze   | Reti       | Ammonizioni | Espulsioni | Presenze          | Reti              | Ammonizioni       | Espulsioni        | Presenze | Reti   | Ammonizioni | Espulsioni |
| ------------- | ---------- | ---------- | ----------- | ---------- | ----------------- | ----------------- | ----------------- | ----------------- | -------- | ------ | ----------- | ---------- |
| T. Horn       | 33         | 0          | 0           | 0          | 3                 | 0                 | 0                 | 0                 | 36       | 0      | 0           | 0          |
| T. Kessler    | 1          | 0          | 0           | 0          | -                 | -                 | -                 | -                 | 1        | 0      | 0           | 0          |
| D. Mesenhöler | -          | -          | -           | -          | -                 | -                 | -                 | -                 | -        | -      | -           | -          |
| M. Brečko     | 19         | 0          | 1           | 0          | 2                 | 0                 | 0                 | 0                 | 21       | 0      | 1           | 0          |
| J. Hector     | 33         | 2          | 2           | 0          | 3                 | 0                 | 0                 | 0                 | 36       | 2      | 2           | 0          |
| D. Maroh      | 29         | 1          | 2           | 0          | 2                 | 0                 | 1                 | 0                 | 31       | 1      | 3           | 0          |
| M. Mavraj     | 15         | 0          | 1           | 0          | 2                 | 0                 | 0                 | 0                 | 17       | 0      | 1           | 0          |
| P. Olkowski   | 27         | 2          | 1           | 1          | 3                 | 0                 | 0                 | 0                 | 30       | 2      | 1           | 1          |
| A. Wallenborn | -          | -          | -           | -          | -                 | -                 | -                 | -                 | -        | -      | -           | -          |
| K. Wimmer     | 32         | 0          | 4           | 1          | 2                 | 0                 | 1                 | 0                 | 34       | 0      | 5           | 1          |
| Y. Gerhardt   | 16         | 1          | 2           | 0          | 1                 | 0                 | 0                 | 0                 | 17       | 1      | 2           | 0          |
| D. Halfar     | 22         | 0          | 1           | 0          | 3                 | 0                 | 0                 | 0                 | 25       | 0      | 1           | 0          |
| M. Lehmann    | 32         | 5          | 9           | 0          | 3                 | 1                 | 3                 | 0                 | 35       | 6      | 12          | 0          |
| A. Matuszczyk | 10         | 0          | 0           | 0          | 2                 | 0                 | 0                 | 0                 | 12       | 0      | 0           | 0          |
| K. Nagasawa   | 10         | 0          | 0           | 0          | 2                 | 0                 | 0                 | 0                 | 12       | 0      | 0           | 0          |
| S. Peszko     | 18         | 0          | 5           | 0          | 1                 | 0                 | 0                 | 1                 | 19       | 0      | 5           | 1          |
| M. Risse      | 29         | 5          | 3           | 0          | 2                 | 0                 | 0                 | 0                 | 31       | 5      | 3           | 0          |
| D. Švento     | 19         | 0          | 0           | 0          | 1                 | 0                 | 0                 | 0                 | 20       | 0      | 0           | 0          |
| K. Vogt       | 32         | 1          | 8           | 0          | 3                 | 0                 | 1                 | 0                 | 35       | 1      | 9           | 0          |
| T. Bröker     | 4          | 0          | 1           | 0          | -                 | -                 | -                 | -                 | 4        | 0      | 1           | 0          |
| L. Cueto      | -          | -          | -           | -          | -                 | -                 | -                 | -                 | -        | -      | -           | -          |
| Deyverson     | 8          | 1          | 4           | 0          | 1                 | 1                 | 0                 | 0                 | 9        | 2      | 4           | 0          |
| B. Finne      | 10         | 1          | 0           | 0          | -                 | -                 | -                 | -                 | 10       | 1      | 0           | 0          |
| P. Helmes     | -          | -          | -           | -          | -                 | -                 | -                 | -                 | -        | -      | -           | -          |
| Y. Ōsako      | 28         | 3          | 1           | 0          | 1                 | 0                 | 0                 | 0                 | 29       | 3      | 1           | 0          |
| A. Ujah       | 32         | 10         | 2           | 0          | 3                 | 2                 | 1                 | 0                 | 35       | 12     | 3           | 0          |
| S. Zoller     | 9          | 1          | 1           | 0          | 2                 | 1                 | 0                 | 0                 | 11       | 2      | 1           | 0          |